# Kunzang Choden (Sportschützin)
Kunzang Choden (bhutanisch ཀུན་བཟང་ཆོས་ལྡན, * 14. August 1984 in Thimphu) ist eine bhutanische Sportschützin.

## Karriere
Kunzang Choden nahm an den Olympischen Sommerspielen 2012 in London im Wettkampf über 10 Meter mit dem Luftgewehr teil, wo sie den 56. Rang belegte.
Später war sie Trainerin von Lenchu Kunzang.